# Sociedade Gestora de Aeroportos
A Sociedade Gestora de Aeroportos (SGA) é uma empresa que está sob a tutela do Ministério dos Transportes (Angola) e é responsável pela gestão dos aeroportos de Angola.  
Com sede em Luanda, na Rua 21 de Janeiro, Aeroporto Internacional “4 de Fevereiro”, a qual surge da cisão da ENANA-EP, nos termos dos Decretos presidenciais n.º 206 e 207/19, de 1 de Julho, que revoga o também Decreto nº 27/98, de 21 de Agosto. 

## Histórico
A SGA descende da Empresa Nacional de Exploração de Aeroportos e Navegação Aérea (Enana), empresa surgida em 1954, com responsabilidade de prestação de serviços de navegação e de transporte aéreo que, a partir de 1980, abarcou também o negócio de exploração de aeroportos.
Em 1 de julho de 2019, por intermédio dos decretos presidenciais 206 e 207, o governo angolano decidiu separar as atividades de gestão aeroportuária e de controle de tráfego aéreo e treinamento em duas empresas, respectivamente: Sociedade Nacional de Gestão de Aeroportos - Sociedade Anónima (SGA S.A.) e Empresa Nacional de Navegação Aérea - Empresa Pública (Enna-EP). A última empresa geralmente é apontada como a real sucessora da Enana, visto que a primeira seria entregue ao capital privado.